# Carola Czempik
Carola Czempik (* 1958 in Hildesheim) ist eine deutsche bildende Künstlerin und Trägerin des Brandenburgischen Kunstpreises für Malerei (2018). Sie arbeitet in den Bereichen Malerei, Zeichnung, Objekt, Installation, Performance und interdisziplinäre Interaktion mit zeitgenössischer (Musik-)Komposition.

## Leben
Carola Czempik absolvierte ein Studium der Theater- und Filmwissenschaft sowie Germanistik an der FU Berlin (1976–1983) und schloss dieses mit dem Magister Artium ab. Zeitgleich studierte sie von 1976 bis 1978 „Mime Corporel“ bei Luise Anger und modernen Tanz bei verschiedenen Gasttänzern an der Universität der Künste (ehemals HDK). Es folgte freie Tanztheaterarbeit in Berlin und in Imperia, Italien. Parallel dazu studierte sie zwischen 1987 und 1994 an der Universität der Künste bei Karl-Heinz Herrfurth Freie Malerei und bei Frank Dornseif und Yoshimi Hashimoto Bildhauerei, bevor sie als Meisterschülerin in Malerei abschloss. Aus diesen Kenntnissen und Erfahrungen heraus entwickelte sie eine Vorliebe für performative künstlerische Aktionen mit Zeichnung, Rhythmus, Klang und Text. Eine langjährige interdisziplinäre Zusammenarbeit mit Musikerinnen und die sich daraus entwickelnden Notationen und Zeichnungen bilden einen festen Bestandteil ihres Schaffens innerhalb von Konzerten und Performances.
Czempik ist seit 2013 Dozentin an der Kunstakademie EigenArt in Bad Heilbrunn und an der Freien Kunstakademie Gerlingen.
Carola Czempik arbeitet bevorzugt in großformatigen Serien. Innerhalb ihres Arbeitsprozesses verwendet sie eine von ihr eigens entwickelte Gesteinsmehltechnik. Prozessorientiert schichtet sie gemahlenen Basalt, Granit, Quarz, Schiefer, Alabaster, Tonerden und Salz im Zusammenspiel mit farbigen Pigmenten, Wasser und speziellen Bindemitteln. Sie erwirkt neue molekulare Verbindungen, die das Material seiner Herkunft entfremden. Salz nimmt eine zentrale Stellung innerhalb ihrer Arbeitsmaterialien ein. Carola Czempik hat eine spezifische Kristallisationstechnik entwickelt, um dessen malerische Qualität sowie die unterschiedlichen Transformationen im Zusammenspiel mit anderen Materialien zu untersuchen.

## Ausstellungen

### Einzel- und Duo-Ausstellungen (Auswahl)
- 1994: Guardini Stiftung Berlin, Erinnern und Vergessen (D)
- 1994: Haus der Zeitschriftenverleger Berlin und Brandenburg, Malerei und Objekte (E)
- 1999: Galerie Frebel, Westerland/Sylt, I have heard the mermaids singing (E)
- 2001:  Heilandskirche, Berlin, Zwischen Himmel und Erde (E)
- 2003: Biotechnologiepark Luckenwalde, Schöpfung (E)
- 2005: Galerie Scorpion, Hamburg, Neue Arbeiten (E)
- 2005: Kaspar Hauser Forum Berlin, Von wispernden Geweben und flüsternden Wassern (E)
- 2008: Galerie Abakus, Berlin, Poesie der Materie (E), (K)
- 2009: Städtische Galerie Bühl, Friedrichsbau, Stein-Zeichen (E), (K)
- 2010: ver.di-Bundesverwaltung, Berlin, Salzspiegel (Duo mit Betina Kuntzsch) (K)
- 2011: Galerie Abakus, Berlin, Flieg ich (E)
- 2013: Galerie Mönch, Berlin, Windwechsel (D)(K)
- 2015: Kunstverein Arche, Hameln, Stadt Land Wind (D)
- 2017: Theater und Kulturforum Rathenow, Ganz innen (E)
- 2018: Galerie M, Potsdam, gehe springe warte,  (D)
- 2018: Galerie Mönch, Berlin, Materia (D)
- 2019: EWE Kunstparkhaus Strausberg, (E)

### Gruppenausstellungen (Auswahl)
- 1994: Meisterschüler, Haus am Kleistpark, Berlin
- 2000: Große Kunstausstellung im Haus der Kunst, München
- 2004: Verborgenes Museum, Berlin, 4 Künstlerinnen aus 4 Ländern
- 2008: Haus des Buches, Leipzig, Stachelige Sterne – Zu Sarah Kirsch (1. Preis), K
- 2008: Kunsthalle Villa Kobe, Halle, Salz, Arbeiten mit und über Salz von 12 Berliner Künstlerinnen,
- 2008: contemporary art ruhr Essen, Galerie enpassant, Berlin
- 2010: GEDOK Berlin 1960–2010, Positionen + Gegenwart, Teil 3, Kunstraum Bethanien, Berlin K)
- 2012: Großes Waisenhaus, Potsdam, LOSITO Kunstpreis – Malerei und Zeichnung (nominiert)
- 2012: Galerie Mönch, Berlin, Material Papier
- 2012: AOK Kunstprojekt „Kunst trifft Gesundheit – wachsen und innehalten“, Potsdam und Berlin (K)
- 2013: Frauenmuseum Berlin, Heim_Spiel, Gotisches Haus, in Kooperation mit Kunstamt Spandau, Berlin (K)
- 2015: Ravensburger Kunst-Annuale, Columbus Art Foundation Ravensburg, Rakuna die Zweite,
- 2016: Galerie Mönch, Bikini Berlin, Paper Positions – Xpositions 2016
- 2016: Kunstverein Haus 8 im Anscharpark, Kiel, Märzausstellung
- 2017: Galerie Amalienpark, Berlin, Punkt Linie Fläche Körper Raum
- 2018: Schloss Neuhardenberg, Brandenburgischer Kunstpreis 2018 für Malerei, Grafik, Plastik und Fotografie, K

## Preise
- 2008: Isolde-Hamm-Preis für Malerei, Verleihung anlässlich der jurierten Ausstellung „Stachelige Sterne – Zu Sarah Kirsch“, Haus des Buches Leipzig durch die GEDOK und die Isolde-Hamm-Stiftung
- 2018: Brandenburgischer Kunstpreis – Kategorie Malerei, Märkische Oderzeitung und Stiftung Schloss Neuhardenberg unter der Schirmherrschaft des Ministerpräsidenten des Landes Brandenburg, Dietmar Woidke

## Arbeiten in Firmen- und Privatbesitz (Auswahl)
- Verlag Schiele u. Schön, Berlin
- Dänische Kirche, Sylt
- Sparkasse Dahme-Spreewald, Filiale Königs-Wusterhausen
- Galerie Frebel, Sylt
- Hische & Partner, Steuerberatungs GMBH
- Galerie Abakus, Berlin
- Sammlung Christel Wankel, Berlin
- Galerie E&E, Ottersweier (Baden)
- ver.di-Bundesverwaltung